# بوریونگ
بوریئونگ (به لاتین: Boryeong) یک شهر و تقسیمات کشوری کره جنوبی در کره جنوبی است که در چونگچئونگنام-دو واقع شده‌است. بوریئونگ ۵۶۹٫۰۱ کیلومتر مربع مساحت و ۱۰۷٬۳۴۶ نفر جمعیت دارد.